# (109) Felicitas
(109) Felicitas – planetoida z pasa głównego planetoid okrążająca Słońce w ciągu 4 lat i 155 dni w średniej odległości 2,69 j.a. Została odkryta 9 października 1869 roku w Clinton położonym w hrabstwie Oneida, w stanie Nowy Jork przez Christiana Petersa. Nazwa planetoidy pochodzi od Felicitas, rzymskiej personifikacji szczęścia.